# Dutch House
Dutch House (også kendt som Dirty Dutch) er en afledt form af elektrohouse, som startede i 2007-2008 og var højt koncentreret i Holland. Lyden er genkendelig for dens inklusion af højstemte skæve synth-melodier. Under udviklingen af genren, blev der taget meget indflydelse fra fidget house og bubbling house. Elementerne var også meget centrale i udviklingen af den langsommere stilart moombahton i 2010 og den mere munter form for Melbourne bounce nogle få år senere.
Genren havde dens populære øjeblik i starten af 2010'erne med producere som Sidney Samson, Afrojack og Chuckie, hvor interessen for genren gik i nedgang i 2014 på grund af de stigende tendenser med big room house og Melbourne bounce på det kommercielle house-marked.